# Carnaval de Tenosique
El Carnaval de Tenosique se desarrolla entre los meses de enero y febrero de cada año en la ciudad de Tenosique de Pino Suárez en el estado de Tabasco, México y es catalogado como el "más raro del mundo", ya que es un carnaval de raíces prehispánicas, en donde sus habitantes se congregan en las calles para primero aventarse harina y después presenciar la tradicional "danza del Pochó".

## La Danza del Pochó
Entre sus tradiciones y folklore, la más mencionada es la danza de “El Pochó”, de origen precolombino, la cual considerada como la más bella y misteriosa de Tabasco. Esta danza cuenta con personajes como: "cojóes", "pochoveras" y "jaguares" que bailan en calles y plazas de la ciudad al compás de la música de viento y percusión, lucen espléndidas vestimentas confeccionadas con grandes hojas, flores, canastillas de chicle y máscaras de madera; esta danza simboliza la purificación del hombre de su lucha entre el bien y el mal, concluyendo con la muerte del Pochó – o Dios maligno – quien es vencido y quemado el martes de carnaval. Se baila del 19 de enero al martes de carnaval en la ciudad de Tenosique. 

### Los personajes
Tres son los personajes que intervienen en el desarrollo de esta danza

#### El Cojó
"Los Cojóes", hombres creados de la pulpa del maíz que representaron una ofensa para el  Pochó, motivo por el cual los hizo disfrazar para imitar a los hombres de madera.
El Cojó, es el personaje más importante, es el alma de la fiesta. Además de la participación que toma en el conjunto, al desarrollarse la farsa, está encargado de dirigir ironías al público y de ridiculizar los hechos y cosas de actualidad. Es una caricatura en movimiento. De aquí que complete su disfraz con sombreros caprichosos, etc. y de aquí también que los cojóes deber ser siempre hombres de buen humor y cierto ingenio.

##### Vestimenta del Cojó

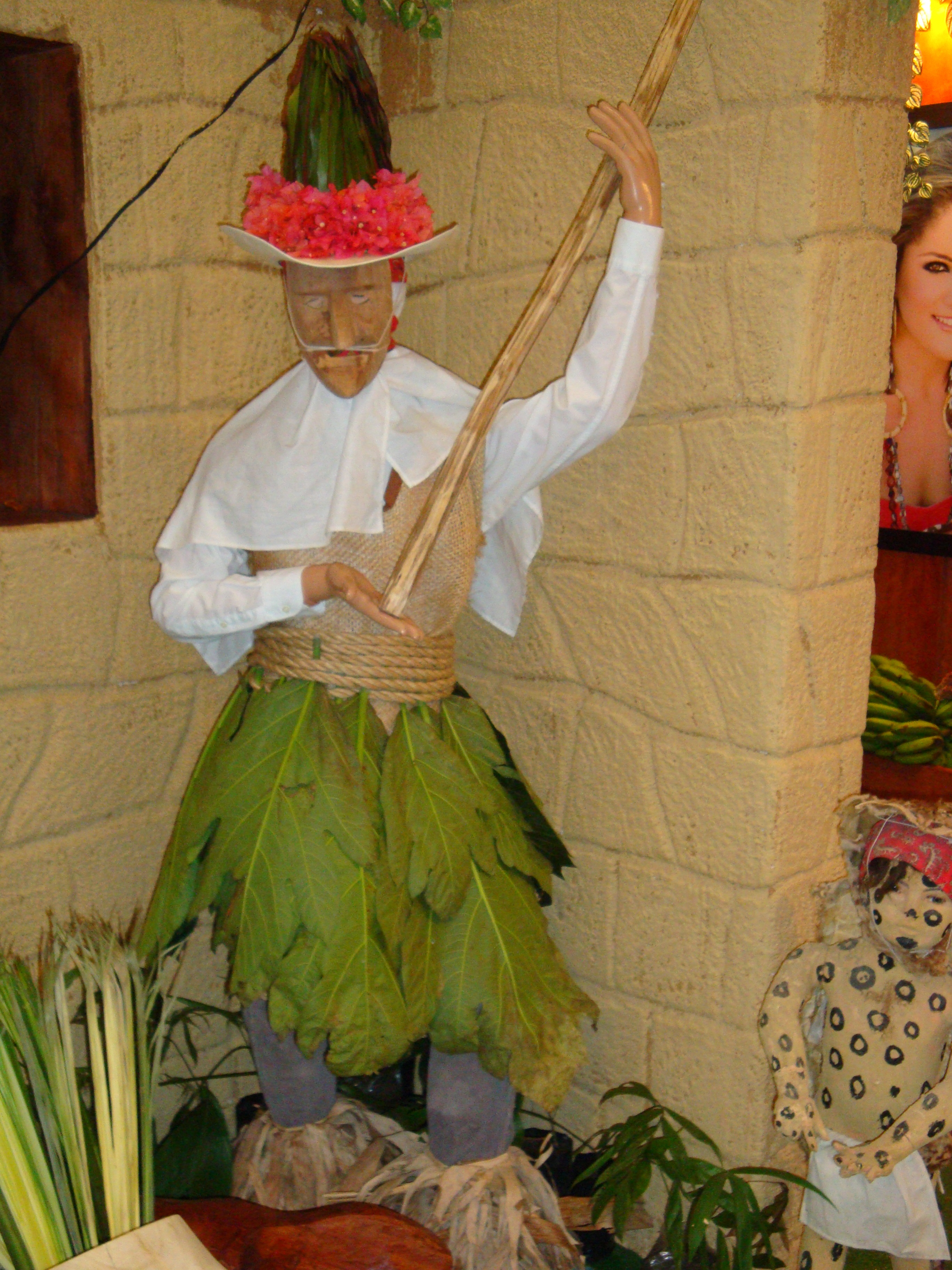
Vestimenta del Cojó, durante la Danza del Pochó.

“Cojoes”: Su vestimenta es la más original y consiste en una faldilla de las hojas de castaña y un tosco costal con el que se cubren el torso, en el rostro llevan una máscara de madera la cual puede ser pintada de diversos colores, lleva además un sombrero bien adornado con flores, hojas y como accesorio un palo largo con hueco de huarama llamado shiquish, el cual recibe este nombre por el sonido que el objeto emite, que suena como sonaja por las semilla de changala que lleva adentro.
Completan la vestimenta el sombrero de palma cubierto de flores y largas hojas frescas de “cañitas”; 2 pañuelos amarrados en la cabeza; rostro cubierto con “careta” (máscara) de madera pintada (la madera suele ser ligera. Por ejemplo; de acaste cedro, ceiba, chaca, chichicaste, chute o palo mulato); costal de henequén encimado a la camisa; toalla o paño sobre los hombros; guantes o calcetines para cubrir las manos; faldilla de grandes hojas de castaño entretejidas en una cuerda/“lía” amarrada a la cintura, polainas de hojas de plátano secas llamadas “sojol”.

#### La Pochovera
"Las Pochoveras", son doncellas de las flores y sacerdotisas del dios Pochó encargadas de mantener el fuego encendido y vigilar su altar.
“La Pochovera” es la que encabeza y trae en sus manos una bandera roja adornada con tulipanes, la bandera del “Pochó”; tomando su derecha bailan alrededor de la pieza seguidas una de la otra, ejecutando movimiento rítmico de lado a lado (contoneándose) más o menos como se bailan las mazurcas. Las pochoveras son silenciosas, durante el baile no pronuncian una sola palabra.

##### Vestimenta de la Pochovera
“La Pochovera” Su vestimenta consiste en una falda larga, su sombrero adornado con flores, hojas y su reboso, sombrero cubierto de flores y hojas de cañitas, blusa blanca, falda floreada, manto (paleacate) sobre los hombros y llevan collares.

#### El Jaguar
"Los Jaguares" o "Balanes", son personajes disfrazados que se cubren el cuerpo con "sascab" que es una tierra blanca que sirve de adorno en el fondo para que sobresalgan las manchas negras hechas de carbón se cubren además con una piel de tigre o de venado mentira
“El Jaguar” Estos personajes bajan a la tierra para destruir a los hombres de la pulpa del maíz y son protegidos por las Pochoveras, pero los hombres que "imitan" a los hombres de madera logran vencerlos y unificarlos para su causa. Estos tres elementos constituyen una alianza para vencer al dios maligno iniciando una larga peregrinación hasta lograr la muerte del Pocho.

##### Vestimenta del Jaguar

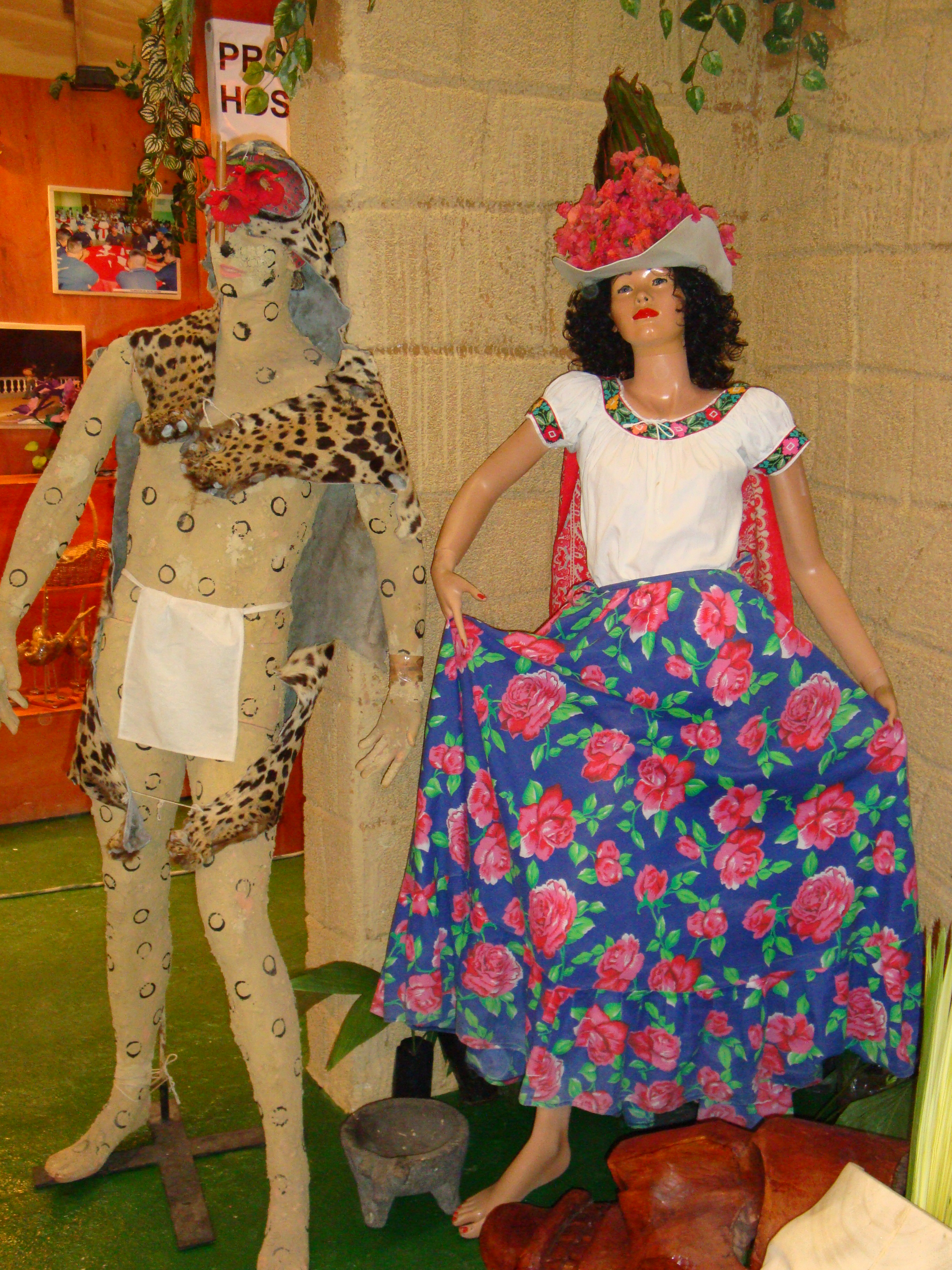
Vestimenta de los Tigres (izquierda) y las Pochoveras (derecha) durante la Danza del Pochó.

“El Jaguar” Tiene todo el cuerpo, salvo el cabello y la espalda, embarrado de tierra amarilla (“Sacab”), con manchas negras redondas aplicadas con la boca de una botella o tapa de un frasco de pintura; sobre la cabeza y los hombros, una piel de ocelote o jaguar; a la altura del hocico del animal, una flor roja.

### Coreografía
En círculos concéntricos, Cojoes (círculo exterior) y Pochoveras (círculo interior) girando sobre sí mismo, dando tres pasos deslizados en cuatro tiempos musicales. Las pochoveras toman sus faldas a los lados y las levantan un poco; sus movimientos son discretos y cadenciosos; guardan silencio durante el baile; la capitana “flamea” (ondea) una bandera roja; que el último día cambia por una blanca. Los cojoes se mueven con mayor libertad, cruzando los pies y haciendo sonar los bastones – sonaja o “Shiquish”, presentando al público los objetos que llevan en las manos (animales, muñecos, figuras obscenas) y arrojándole harina y agua; en determinados momentos marcados por la música, emiten agudos gritos. Las escenas con los tigres, mezclan pasos de danza con actuación dramática y aún circense, cuando los tigres tienen que saltar las cuerdas o “lías” que a manera de trampa, les tiene los cojoes o cuando, supuestamente heridos, parece que van a caer de los árboles o vigas donde están encaramados.

### Ocasión en la que se baila la danza del pocho
La fiesta del “Pochó“ debe comenzar el 20 de enero, día de San Sebastián y principio del carnaval, si esta fecha cae en domingo, la función es en la mañana, si no tiene lugar en la noche. A las 19:00 horas, en la Plaza Principal, el tambor llama al público ejecutando una parte del acompañamiento que se prolonga monótonamente, después llega el pitero que es el que lleva la voz cantante con su instrumento y da inicio la ceremonia. Pero en este lugar la ceremonia es incompleta, por eso se describe la que se efectúan en las mañanas en las casas.
Un domingo cualquiera de carnaval y durante los “Tres Días” a las 9:00 horas, se presenta el pitero en la casa que previamente ha sido designada, sin heraldo. Va vestido de paisano, con traje dominguero, llevando en la mano una vara adornada con listones en su parte superior, símbolo de su cargo. Anuncia al dueño de la casa que esta ha sido escogida para que venga el Pochó. El permiso nunca se niega y deben obsequiarse a todo el personal y aún el público, dulces y licores.
Instalados el pitero y el del tambor principian a tocar al compás de la música hacen su entrega las “Pochoveras”.
La Pochovera que encabeza trae en sus manos una bandera roja adornadas con tulipanes. “la bandera del pocho”. A su derecha bailan el resto de las pochoveras, seguidas una de otras, ejecutando movimientos rítmicos de la do a lado (contoneándose) más o menos como se baila las mazurcas palabras, llegado el momento, el del pito varía la música indicando que deben entrar los “Cojoes”. Quienes interrumpen armando una gran algaranza con sus instrumentos de “jimba” y con gritos, pero siempre al compás de la música exclamando a intervalos “¡cojelo! ¡cojelo! ¡cojelo!” Rodeando a las pochoveras, bailan lo mismo que éstas, pero llevando una dirección contraria.
La escena tarda 15 minutos y, durante ella, los “cojoes” hacen pasar un rato regocijado a la concurrencia con sus chistes y dichos adecuados a las circunstancias. La concurrencia la forman personas de todas las clases sociales. Como si fuera inesperadamente el pito anuncia la proximidad de los “jaguars”.

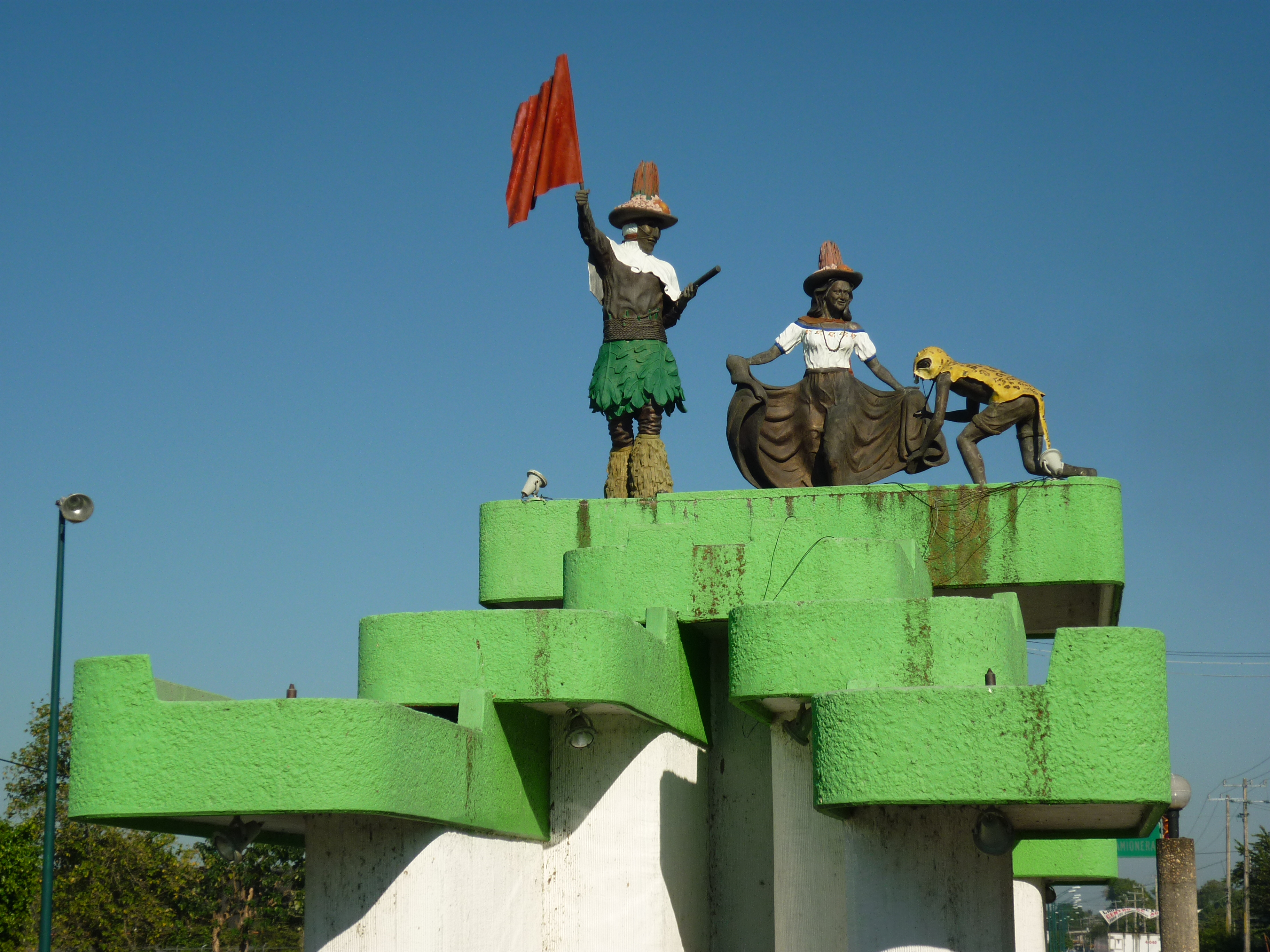
Monumento a la Danza del Pochó, en la ciudad de Tenosique de Pino Suárez.

Las “pochoveras” se retiran y los “cojoes” dando muestra de pánico se apresuran a cazar a los “jaguars”, para lo cual atraviesan en las puestas unas cuerdas, que al efecto caen sostenidas en sus extremos por dos de ellos. Los “jaguars” sortean el peligro con su agilidad, dando un salto.
De esta manera entran todos y ya en la estancia bailan lo mismo que las “pochoveras” y los “Cojoes”, pero siempre inclinados conservando una actitud de gran flexión de la cintura; mueven las manos de arriba abajo llevando el compás de la música y suenan el silbato de carrizo. En este momento, el pito y el tambor tocan la primera parte de la música y bailan todos. Los “jaguares” en medio, alrededor de ellos “cojoes” y la ”pochoveras” formando el círculo exterior.
De pronto huyen los cojoes, tratando de ocultarse entre los espectadores. Pero los “jaguars” los encuentran y los traen por la fuerza arrojándolos en medio de la pieza y continúan bailando sentándose alternativamente sobre ellos. Cuando parece que ya están anonadados, los “jaguars” los dejan y se escapan a donde puedan encontrar un refugio. Los “cojoes” vuelven a la realidad y se aprestan a dar caza a los jaguars usando escopetas viejas que portan. Previamente arrojan todas las cuerdas a las vigas y las unen formando así un grueso cable, por donde descienden los “jaguars” a medida que van siendo cazados. Los “cojoes” los reciben en sus brazos y los van colocando uno al lado del otro, con la cara vuelta al suelo. Cuando ya están todos en esta posición, los soplan con sus sombreros y al indicar así el cambio de música los “jaguars” resucitan pero en amigable compañía con los “cojoes” con quienes se unen formando parejas que persiguen a los espectadores quienes toman parte en este a escena final de la presentación. Cada “jaguar”, acompañado por un “cojo”, procura dar caza a los hombres que se encuentran entre la concurrencia y cuando logran alcanzar a uno, lo levantan metiéndole la cabeza entre las piernas y asustándolos. Esta es la parte lucrativa de la fiesta y constituye el principal incentivo para los que toman parte en ella como actores. Algunos espectadores entusiastas raptan casi siempre al “tigrito”y al ser recuperado este, los raptores están obligados a indemnizar con largueza a la “tigra”.
El martes de carnaval, vuelven a tomas el traje y sales todos, con las “pochoveras” y acompañados solo por el tambor a “recoger sus pasos”, acto que consiste en recorrer rápidamente todos los lugares por donde bailaron.
Por fin, al entrar la noche, se instalan en la casa del capitán saliente con el objeto de asistir a la “muerte del pochó”. Quien desde ese momento cae gravemente enfermo, desarrollándose la escena como si la concurrencia asistiera al velorio de una persona. Se recuerdan los incidentes de la temporada lamentando que haya concluido, se comen tamales y dulces y se escancia café y aguardiente.
El tambor debe tocar durante toda la noche, sin cesar un momento; al despuntar los primeros rayos de la aurora el miércoles de ceniza, el toque se hace cada vez más lento indicando que ha empezado la agonía, que dura unos momentos. Cuando el tambor calla el “pochó ha muerto”. Los participantes, dando muestra de una gran pena, se abrazan efusivamente, y finalmente se despiden como para emprender un viaje que durará un año.

## Cómo llegar
La ciudad de Tenosique de Pino Suárez es la cabecera municipal del municipio de Tenosique y se localiza a 215 km al oriente de la ciudad de Villahermosa, capital del estado de Tabasco.
Para llegar a la ciudad de Tenosique desde Villahermosa, se toma la carretera federal n.º 186 Villahermosa - Escarcega hasta el km 147 donde se localiza el entronque con la carretera federal n.º 203 Emiliano Zapata - Tenosique y se recorren 75 km.